# Alexander Rybakov
Pour les articles homonymes, voir Rybakov.
Alexander Rybakov (en russe : Александр Владимирович Рыбаков, Aleksandr Vladimirovitch Rybakov), né le 17 mai 1988 à Narva, est un coureur cycliste russe.

## Palmarès sur route

### Par années
- 2007
  - 3e du Gran Premi Vila-real
- 2009
  - 3e étape de la Bizkaiko Bira (es)
  - 3eb étape du Tour de Salamanque (contre-la-montre)
  - 3e du Tour de Salamanque
- 2011
  - 2e du Trofeo San Isidro
- 2012
  - Mémorial Oleg Dyachenko
- 2013
  - Mémorial Oleg Dyachenko

### Classements mondiaux
| Année           | 2007   | 2008   | 2009   | 2010 | 2011 | 2012 | 2013 |
| --------------- | ------ | ------ | ------ | ---- | ---- | ---- | ---- |
| UCI Europe Tour | 1 447e | 1 075e | 1 182e |      |      | 162e | 218e |

## Palmarès sur piste

### Championnats d'Europe
- Athènes 2006
  -  Médaillé de bronze de la poursuite par équipes juniors

### Championnats nationaux
- 2011
  - 2e du championnat de Russie de poursuite par équipes